# Belgisch kampioenschap tijdrijden voor dames elite

De Belgische kampioenentrui

Het Belgisch kampioenschap tijdrijden voor dames elite is een jaarlijkse tijdrit in België voor rensters met Belgische nationaliteit van 19 jaar en ouder. Er wordt gereden voor de nationale titel.

## Erelijst

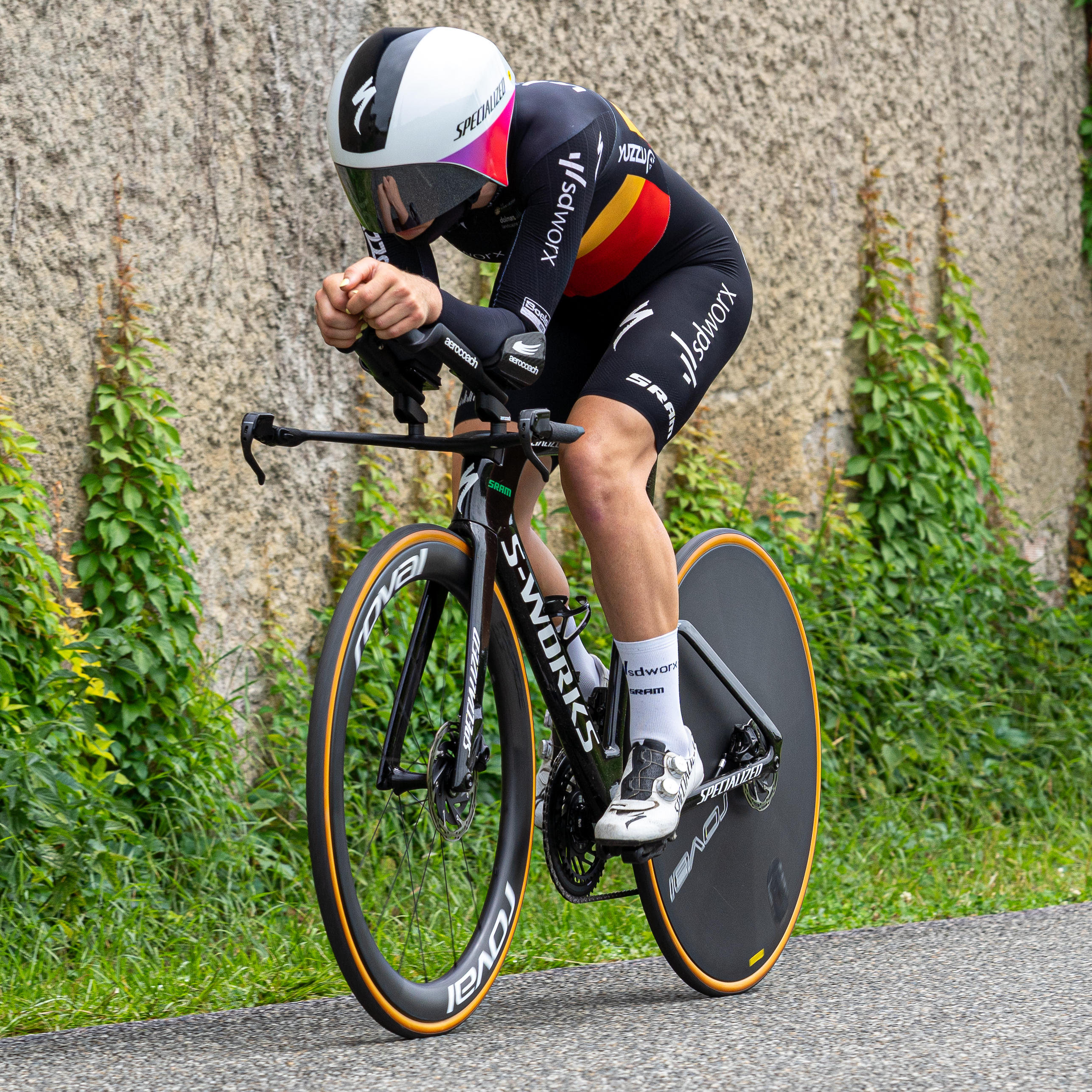
Lotte Kopecky in de trui van Belgisch kampioene tijdens de tijdrit van de Tour de France Femmes 2023

| Jaar | Plaats            | Winnaar             | 2de                | 3de                      |
| 2025 | Brasschaat        | Lotte Kopecky       | Marthe Goossens    | Lotte Claes              |
| 2024 | Binche            | Lotte Kopecky       | Marthe Goossens    | Marion Norbert-Riberolle |
| 2023 | Herzele           | Lotte Kopecky       | Febe Jooris        | Marthe Goossens          |
| 2022 | Gavere            | Lotte Kopecky       | Julie Van de Velde | Sara Van de Vel          |
| 2021 | Ingelmunster      | Lotte Kopecky       | Julie Van de Velde | Julie De Wilde           |
| 2020 | Koksijde          | Lotte Kopecky       | Sara Van de Vel    | Julie Van de Velde       |
| 2019 | Middelkerke       | Lotte Kopecky       | Jolien D'hoore     | Annelies Dom             |
| 2018 | Anzegem           | Ann-Sophie Duyck    | Lotte Kopecky      | Ellen Van Loy            |
| 2017 | Chimay            | Ann-Sophie Duyck    | Isabelle Beckers   | Julie Van de Velde       |
| 2016 | Mol-Postel        | Ann-Sophie Duyck    | Lotte Kopecky      | Isabelle Beckers         |
| 2015 | Tervuren          | Ann-Sophie Duyck    | Jolien D'hoore     | Sofie De Vuyst           |
| 2014 | Hooglede          | Ann-Sophie Duyck    | Liesbet De Vocht   | Maaike Polspoel          |
| 2013 | Maldegem          | Liesbet De Vocht    | Maaike Polspoel    | Annelies Dom             |
| 2012 | Lac d'eau d'heure | Liesbet De Vocht    | Sofie De Vuyst     | Ann-Sophie Duyck         |
| 2011 | Tervuren          | Liesbet De Vocht    | Grace Verbeke      | Ludivine Henrion         |
| 2010 | Habay             | Grace Verbeke       | Liesbet De Vocht   | Latoya Brulée            |
| 2009 | Saint-Ghislain    | Liesbet De Vocht    | Latoya Brulée      | Lieselot Decroix         |
| 2008 | Moeskroen         | An Van Rie          | Liesbet De Vocht   | Kelly Druyts             |
| 2007 | Maldegem          | An Van Rie          | Ludivine Henrion   | Liesbet De Vocht         |
| 2006 | Wachtebeke        | An Van Rie          | Cindy Pieters      | Laure Werner             |
| 2005 | Halle             | Natacha Maes        | An Van Rie         | Ine Wannijn              |
| 2004 | Wachtebeke        | Natacha Maes        | Evy Van Damme      | Ine Wannijn              |
| 2003 | Wachtebeke        | Evy Van Damme       | Corine Hierckens   | Natacha Maes             |
| 2002 | Geel              | Cindy Pieters       | Evy Van Damme      | Sharon Vandromme         |
| 2001 | Torhout           | Heidi Van De Vijver | Ine Wannijn        | Cindy Pieters            |
| 2000 | Sint-Niklaas      | Heidi Van De Vijver | Natacha Maes       | Evy Van Damme            |
| 1999 | Sint-Niklaas      | Heidi Van De Vijver | Els Decottenier    | Evy Van Damme            |
| 1989 | Heizel            | Kristel Werckx      | Nele D'Haene       | Els Decottenier          |
| 1988 | Heizel            | Kristel Werckx      | Agnes Dusart       | Yolanda Peeters          |
| 1987 | Heizel            | Agnes Dusart        | Sonja Vermeylen    | Nele D'Haene             |

## Meervoudige winnaars
Rensters in het vet gedrukt zijn rensters die nu nog actief zijn.
| Overwinningen | Renster             | Jaren                                    |
| ------------- | ------------------- | ---------------------------------------- |
| 7             | Lotte Kopecky       | 2019, 2020, 2021, 2022, 2023, 2024, 2025 |
| 5             | Ann-Sophie Duyck    | 2014, 2015, 2016, 2017, 2018             |
| 4             | Liesbet De Vocht    | 2009, 2011, 2012, 2013                   |
| 3             | An Van Rie          | 2006, 2007, 2008                         |
| 3             | Heidi Van De Vijver | 1999, 2000, 2001                         |
| 2             | Kristel Werckx      | 1988, 1989                               |
| 2             | Natacha Maes        | 2004, 2005                               |